# カワサキ・スーパーシェルパ
スーパーシェルパ（英:Super Sherpa）とは、かつて川崎重工業モーターサイクル&エンジンカンパニーが製造販売していたデュアルパーパスオートバイである。現在は生産を終了している。

## 概要
カワサキ・KLXの水冷エンジンを空冷化した249 cc DOHC4バルブ空冷4ストローク単気筒エンジンを搭載したオフロードタイプの軽自動二輪車で、同時期のヤマハ・セローやホンダ・SL230等と同様に低めのシート高と低速で粘り強いエンジンを採用したトレッキングバイクでもあった。トランスミッションはKLXと同じく6速であるが、スーパーローとも呼ばれる低いギア比の1速の設定と、KLXよりもハイギアード・ワイドレシオに設定された4-6速という構成が特徴である。
世界で販売された車種であり、米国仕様はKL250G型、日本・カナダ・オーストラリア・ギリシャ・英国仕様はKL250H型として販売された。日本では1997年に発売され、1999年から2003年まではアメリカ合衆国でも販売された。日本向け仕様は2007年に生産を終了したが、北米仕様はアメリカで2009年に旧モデルイヤーと同じモデルを1年間だけ再発売され、カナダで2010年まで継続生産されていた。

日本国内仕様においては、1997年の初登場時はフロントフェンダーがアップフェンダーのモデル（KL250-H1型）と、ダウンフェンダーのモデル（KL250-G1型）の二種類が存在、それぞれに俗に非対称カラーと呼ばれる左右でグラフィックパターンの異なるカラーリングのモデル（KL250-G1A/H1A）が選択できた。1999年にはカワサキ車伝統のカラーリングであるライムグリーンが登場したが、このときにダウンフェンダーと非対称カラーは廃止された。2000年には平成10年排出ガス規制に対応するため、酸化触媒とKCAと呼ばれる二次空気導入装置を組み合わせたKLEEN方式の排ガス対策機器が追加され、若干出力特性が変化した。その後は平成18年排出ガス規制による2007年のモデル廃止までカラーリングのマイナーチェンジのみで販売された。

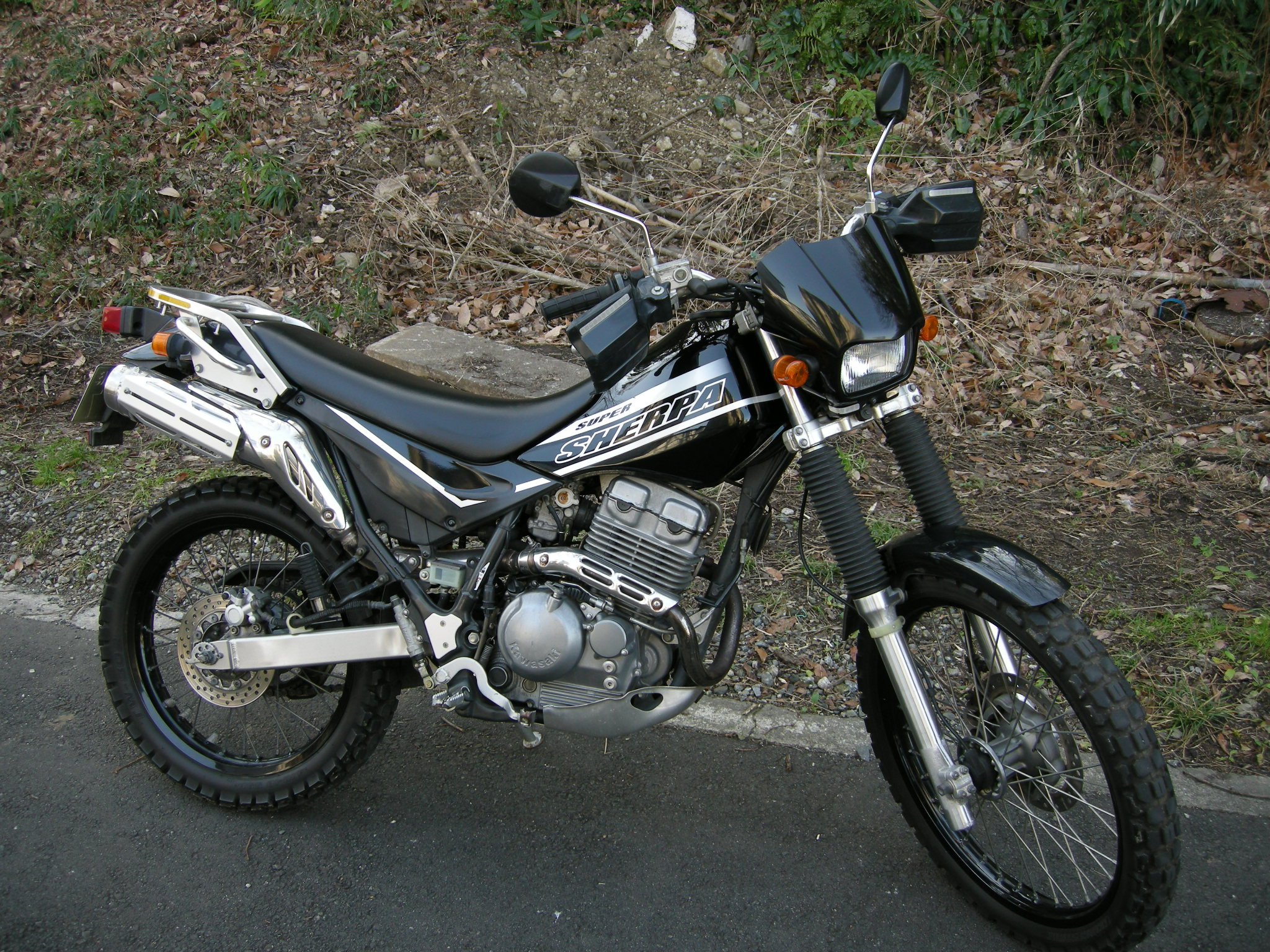
kawasaki Super Sherpa (2006) Low Fender

海外市場では日本仕様の初期にしか見られなかったダウンフェンダーモデル（KL250G）が主力で、アメリカ市場でリバイバル販売された2009年モデルや、最後まで販売が継続されたカナダ市場の2010年モデルも同様であった。
なお2021年までは、オーストラリアとニュージーランドにおいては、本車をベース車として大型キャリア、ブッシュガード、マッドフラップ等を装備した農耕車仕様（アギバイク）の Stockman（ストックマン　KL250J） として販売されていた。（2022年以降はKLX230Sがベース車として変更された）